# 수직분리기준축소
수직 분리기준 축소(Reduced Vertical Separation Minima or Minimums, RVSM)는 항공 교통 관제에서 사용되는 용어로 항공기가 사용한 수직 영역 간격을 FL290(29,000 ft)에서 FL410(41,000 ft)까지, 수직 간격을 2,000 feet에서 1,000 feet로 축소하는 내용이다.

## 같이 보기
- 항공 안전
- 공중충돌방지장치